# インタミン
インタミン (英語: Intamin AG)は、スイスに本部を置く遊戯機械（主に遊園地の遊具）やモノレールなどを設計・製造する企業。1967年創業。日本法人としてインタミン・ジャパン株式会社（英語: INTAMIN JAPAN CO.,LTD.）が東京都杉並区に所在している。

## 概要
主にローラーコースターなどの絶叫マシンを多く手がけており、2010年10月に稼働した世界最速（2019年4月現在）である最高時速240kmのコースターなどを開発している。無重力から最大5Gまでを体感できる垂直落下型マシン「フリーフォール」を開発した先駆者である。現在はタワー型のもの（製品名はジャイアント・ドロップ）が普及している。
2007年現在、12種類以上のコースターの製造を行っており、これらのコースターの受注品のうち半数以上が特注品である。コースターの開発にあたっては設計上の計算やエンジニアリングに数千ユーロの開発費がかけられている。
インタミン社は交通システムの開発も行っている。2000年代前半にリニアモーターカーへのエネルギー供給のための油圧式のシステムの特許を取得し、この油圧式発射システムの技術は急発進型のコースターに応用されている。

## アトラクション

### 日本
括弧内はインタミン社における製品モデル名称。

稼働機種数は西武グループのアミューズメント施設が最も多く、他にも全国のアミューズメントパークで多数の導入実績がある。
ルスツリゾート
- フリーフォール

ハイブリッド・レジャーランド東武動物公園
- カワセミ（ウルトラ・コースター）

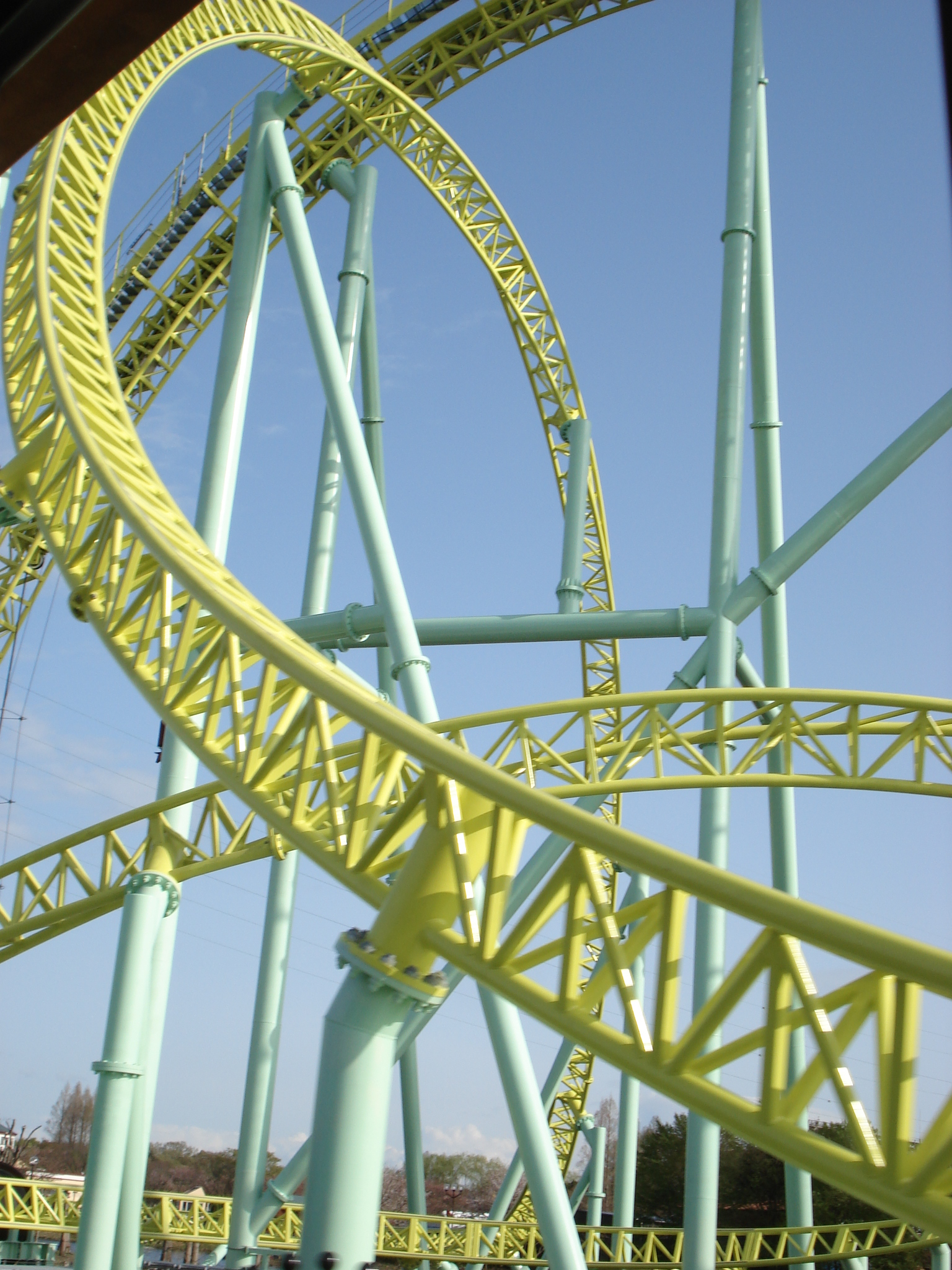
2008年運転開始の東武動物公園『カワセミ（ウルトラ・コースター）』のコース

- レジーナII（木製コースター） - 新車両は他社製品
- G-max（ジャイアント・ドロップ） - 営業終了

西武園ゆうえんち
- 富士見展望塔（スーパー・ジャイロタワー）
- バイキング（バウンティ）
- 大飛行塔（バーン・ストーマー） - 営業終了
- フライト・トレーナー - 営業終了
- ルーピングスターシップ - 営業終了
- トリプル観覧車（ツリー・トリプル・ホイール） - 営業終了

ユネスコ村（営業終了）
- UFO（フライング・アイランド）
- メリーゴーランド
- シミュレーションシアター（ダークライド）
- バーチャルライドシアター（ダイナミック・モーション・シミュレーター）

東京ディズニーシー
- レイジングスピリッツ（マルチ・インバージョン・コースター）

東京ドームシティアトラクションズ
- サンダードルフィン（メガ・コースター）- 新車両は他社製品
- スカイフラワー（パラシュート・タワー1200） - 営業終了
- タワーハッカー（ジャイアント・ドロップ） - 営業終了
- リニアゲイル（サスペンデッド・インパルス・コースター） - 営業終了
- スピニングコースター舞姫（スピニング・マウス） - 他社製品だが、輸入・納入を担当。営業終了

アクアパーク品川
- ギャラクシーエクスプレス999（ダーク・コースター）- 営業終了

よみうりランド
- ルーピングスターシップ

東京サマーランド
- スーパーバウンティ
- フリーフォール - 営業終了
- スプラッシュフォール（スピル・ウォーター） - 営業終了
- ルーピングスターシップ - 営業終了
- バイキング（バウンティ） - 営業終了

横浜・八景島シーパラダイス
- ブルーフォール（ジャイアント・ドロップ） - 営業終了
- アクアライドII（ラピッド・ライド）
- ドルフィンコースター（ワイルド・マウス） - 他社製品だが、輸入・納入を担当。営業終了
- バイキング（バウンティ）
- シーパラダイスタワー（スーパー・ジャイロタワー）
- メリーゴーランド
- レッドバロン
- ドランケン・バレル - 営業終了
- ピーターパン（ピーター・パン・ライド） - 営業終了

箱根園
- バーチャルシアター（ダイナミック・モーション・シミュレーター）

富士急ハイランド
- ZOKKON（LSMローンチ・コースター / ファミリー・ローンチ・コースター[3]）

レゴランド・ジャパン
- オブザベーション・タワー（スーパー・ジャイロタワー）

ナガシマスパーランド
- ホワイトサイクロン（木製コースター）- 営業終了、2019年3月にハイブリッド化し「白鯨」としてオープン
- フリーフォール
- ダブルジャンボバイキング（ツイン・フライング・バウンティ）
- バイキング（バウンティ）
- スペースシャトル（ルーピングスターシップ）
- スカイトレーナー（フライト・トレーナー） - 営業終了
- レッドバロン

なばなの里
- アイランド富士（フライング・アイランド） - ナガシマスパーランドより移設

奈良ドリームランド（2006年閉園）
- ASKA（木製コースター）

近鉄あやめ池遊園地（2004年閉園）
- ルーピングスターシップ

ユニバーサル・スタジオ・ジャパン
- バック・トゥ・ザ・フューチャー・ザ・ライド（モーション・シミュレーター・ライド） - 営業終了
- ミニオン・ハチャメチャ・ライド（モーション・シミュレーター・ライド）

ひらかたパーク
- エルフ（木製コースター）
- メテオ（ジャイアント・ドロップ） - 営業終了
- パチャンガ（ラピッド・ライド）

姫路セントラルパーク
- フリーフォール - 営業終了

スペースワールド（2018年閉園）
- ザターン（アクセラレーター・コースター）
- フリーフォールG.O.（フリーフォール）

城島高原パーク
- ジュピター（木製コースター）
- ニュートン（ジャイアント・ドロップ）

その他の施設
- ハーフパイプ - ドン・キホーテ六本木店。店舗の屋上に設置されたU字型のレールを往復するコースターとして2005年12月にオープン予定だった。2013年に東京地裁は運転時に建物で震度3に相当する揺れが発生し解決策がないため8億5900万円の賠償を命じた。2017年に解体された[4]。
- Sky Dream Fukuoka - マリノアシティ福岡に隣接するホテル「エバーグリーンマリノア」に建設された当時日本最大（120m）の観覧車[5]。2009年に営業終了後、台湾に移設され「天空之夢 スカイドリーム」として営業中[6]。
- えびすタワー（変形観覧車） - ドン・キホーテ道頓堀店。レールの亀裂のため2008年6月より休止していたが、2018年1月19日より営業再開。
- ヤバフォ（ジャイアント・ドロップ）ナンバヒップス。2007年に運行も即日故障により休止、2008年に廃止。

### 海外
ディズニー・カリフォルニア・アドベンチャー
- インクレディコースター（LSMランチ・コースター）
- ピクサー・パル・ア・ラウンド(コースターホイール)

ユニバーサル・スタジオ・フロリダ
- ハリー・ポッターとグリンゴッツからの脱出

アイランズ・オブ・アドベンチャー
- ジュラシック・ワールド・ヴェロキコースター（LSMランチ・コースター）
- ハグリッドの魔法生物モーターバイクアドベンチャー（ファミリー・ランチ・コースター）

シダーポイント（アメリカ）
- トップ・スリル・ドラッグスター（アクセラレーター・コースター）
- ミレニアム・フォース（ギガ・コースター）
- マーベリック（LSMランチ・コースター）
- ウィケッド・ツイスター（インパルス・コースター） - 2021年営業終了
- ミーン・ストリーク（木製コースター） - 営業終了
- デーモン・ドロップ（フリーフォール） - 営業終了

ナッツベリーファーム（アメリカ）
- エクセラレーター（アクセラレーター・コースター）
- ペリラス・プランジ（メガ・スプラッシュ）

シックス・フラッグス・マジック・マウンテン（アメリカ）
- スーパーマン：エスケープ・フロム・クリプトン（リバース・フリーフォール・コースター）
- レックス・ルーサー：ドロップ・オブ・ドゥーム（ジャイアント・ドロップ8）
- グリーンランタン：ファースト・フライト（ザック・スピン） - 営業終了

シックス・フラッグス・グレート・アドベンチャー（アメリカ）
- キンダ・カ（アクセラレーター・コースター）
- ズーマンジャーロ：ドロップ・オブ・ドゥーム（ジャイアント・ドロップ8）
- エルトロ（木製コースター）

ドリームワールド（オーストラリア）
- ジャイアント・ドロップ（ジャイアント・ドロップ8）
- タワー・オブ・テラーII（リバース・フリーフォール・コースター） - 営業終了

フェラーリ・ワールド・アブダビ（アラブ首長国連邦）
- フォーミュラ・ロッサ（アクセラレーター・コースター）
- ターボ・トラック（LSMランチ・コースター）
- フライング・エース（ウィング・コースター）

エバーランド（大韓民国）
- T エクスプレス（木製コースター）

ロッテワールド（大韓民国）
- アトランティス・アドベンチャー（アクア・トラックス）
- ワールドモノレール（モノレール）

## 交通システム
国外の交通システム向けに、商用モノレールを製造している。
- 中国 深圳市：世界之窓モノレール、歓楽幹線（ハッピー・ライン）
- イタリア ボローニャ：マルコーニ・エクスプレス - 建設中。